# Jutta Nowosadtko
Jutta Nowosadtko (* 1. Januar 1963 in Essen) ist eine deutsche Historikerin.

## Leben
Nowosadtko studierte nach dem Abitur 1982 Geschichte, Sozialwissenschaften und Pädagogik an der Universität Essen und legte die erste Staatsprüfung für das Höhere Lehramt ab.
Sie wurde im Rahmen der Graduiertenförderung NRW und des Lise-Meitner-Programms gefördert. 1993 wurde sie bei Paul Münch mit der Dissertation Scharfrichter und Abdecker. Der Alltag zweier „unehrlicher Berufe“ in der Frühen Neuzeit zum Dr. phil. promoviert. 2003 habilitierte sie sich in Neuerer Geschichte mit der Arbeit Stehendes Heer im Ständestaat. Das Zusammenleben von Militär- und Zivilbevölkerung im Fürstbistum Münster 1650–1803. 2006 absolvierte sie den gymnasialen Vorbereitungsdienst.
Sie ist seit 2007 Professorin für Geschichte der Frühen Neuzeit unter besonderer Berücksichtigung der Sozial- und Wirtschaftsgeschichte an der Helmut-Schmidt-Universität der Bundeswehr in Hamburg.
Von 2000 bis 2004 war sie Beisitzerin und von 2004 bis 2008 Schatzmeisterin des Arbeitskreises Militär und Gesellschaft in der frühen Neuzeit.
Weiterhin ist sie Mitglied im Beirat des Bundesministeriums für Verteidigung für das Zentrum für Militärgeschichte und Sozialwissenschaften der Bundeswehr.

## Auszeichnungen
- 1994: Preis der Sparkasse Essen für Geisteswissenschaften
- 2005: Preis der Sparkasse Essen für Geisteswissenschaften

## Schriften (Auswahl)
- Scharfrichter und Abdecker. Der Alltag zweier „unehrlicher Berufe“ in der Frühen Neuzeit. Schöningh, Paderborn u. a. 1994, ISBN 3-506-76115-3.
- Krieg, Gewalt und Ordnung. Einführung in die Militärgeschichte (= Historische Einführungen. Band 6). Edition Diskord, Tübingen 2002, ISBN 3-89295-680-4.
- (Hrsg. mit Matthias Rogg): „Mars und die Musen“. Das Wechselspiel von Militär, Krieg und Kunst in der Frühen Neuzeit (= Herrschaft und soziale Systeme in der frühen Neuzeit, Band 5). Lit, Berlin 2008, ISBN 978-3-8258-9809-0.
- Stehendes Heer im Ständestaat. Das Zusammenleben von Militär- und Zivilbevölkerung im Fürstbistum Münster 1650–1803 (= Forschungen zur Regionalgeschichte. Band 59). Schöningh, Paderborn u. a. 2011, ISBN 978-3-506-76459-1.